# Zemborzyce Podleśne
Zemborzyce Podleśne – wieś w Polsce położona w województwie lubelskim, w powiecie lubelskim, w gminie Konopnica.
Z Lublina do Zemborzyc Podleśnych można dojechać autobusem linii 78.
W latach 1975–1998 miejscowość administracyjnie należała do ówczesnego województwa lubelskiego. W latach 1973–76 w gminie Głusk.
Wieś stanowi sołectwo gminy Konopnica. Według Narodowego Spisu Powszechnego z roku 2011 wieś liczyła 776 mieszkańców.
Wierni Kościoła rzymskokatolickiego należą do parafii św. Marcina w Lublinie.